# Gaston Comes
Pour les articles homonymes, voir Comes.
Pas d'image ? Cliquez ici

a Compétitions nationales et continentales officielles uniquement.

b Matchs officiels uniquement.
Gaston Comes né le 26 avril 1923 à Millas (France) et mort le 10 novembre 2003 à Perpignan, à l'âge de 81 ans, est un joueur international français de Rugby à XIII.
Il a débuté à XV avec l'AS Millas, son lieu de naissance, puis au XIII catalan où il se fait remarquer par sa dextérité malgré l'amputation de l'auriculaire de la main droite. Brive d'abord et surtout Roanne ensuite où il jouera avec d'autres catalans, Crespo et Brousse. Il participe aux deux tournées en Australie où la presse locale le classera meilleur 3/4 centre du Monde. Il reviendra au XIII Catalan finir sa carrière rugbystique. Il a été international entre 1947 et 1951, année où il devient champion du monde.
La ville de Tautavel lui consacrera dans l'espace Jo Maso une "Salle Gaston Comes".

## Palmarès
- Collectif : 
  - Vainqueur de la Coupe d'Europe des nations : 1949 et 1952 (France).
  - Vainqueur du Championnat de France : 1947 (Roanne).
  - Vainqueur de la Coupe de France : 1945 et 1950 (XIII Catalan).
  - Finaliste du Championnat de France : 1951 (XIII Catalan).
  - Finaliste de la Coupe de France : 1952 et 1954 (XIII Catalan).

### Détails en club
| Saison    | Saison       | Championnat           | Championnat | Coupe           | Coupe      | Sélection | Sélection | Sélection | Sélection | Sélection | Sélection | Sélection |
| Saison    | Saison       | Comp.                 | Class.      | Comp.           | Class.     | Comp.     | M         | Pts       | Ess.      | Buts      | Dp.       |           |
| --------- | ------------ | --------------------- | ----------- | --------------- | ---------- | --------- | --------- | --------- | --------- | --------- | --------- | --------- |
| 1944-1945 | XIII Catalan | Championnat de France | 1/2 finale  | Coupe de France | Vainqueur  |           |           |           |           |           |           |           |
| 1945-1946 | RC Roanne    | Championnat de France | 1/2 finale  | Coupe de France | 1/2 finale | CE        | 2         | 8         | -         | 3         | 1         |           |
| 1946-1947 | RC Roanne    | Championnat de France | Vainqueur   | Coupe de France | 1/4 finale | CE        | 4         | -         | -         | -         | -         |           |
| 1947-1948 | XIII Catalan | Championnat de France | 5e          | Coupe de France | 1/8 finale | CE        | 2         | -         | -         | -         | -         |           |
| 1948-1949 | XIII Catalan | Championnat de France | 5e          | Coupe de France | 1/8 finale | CE        | 3         | 4         | -         | 2         | -         |           |
| 1949-1950 | XIII Catalan | Championnat de France | 1/2 finale  | Coupe de France | Vainqueur  | CE        | 2         | -         | -         | -         | -         |           |
| 1950-1951 | XIII Catalan | Championnat de France | Finaliste   | Coupe de France | 1/2 finale | T         | 4         | 3         | 1         | -         | -         |           |
| 1951-1952 | XIII Catalan | Championnat de France | 8e          | Coupe de France | Finaliste  | CE        | 1         | -         | -         | -         | -         |           |
| 1952-1953 | XIII Catalan | Championnat de France | 10e         | Coupe de France | 1/8 finale |           |           |           |           |           |           |           |
| 1953-1954 | XIII Catalan | Championnat de France | 5e          | Coupe de France | Finaliste  |           |           |           |           |           |           |           |
| 1954-1955 | XIII Catalan | Championnat de France | 6e          | Coupe de France | 1/2 finale |           |           |           |           |           |           |           |